# Fuchsia pachyrrhiza
Fuchsia pachyrrhiza är en dunörtsväxtart som beskrevs av Paul Edward Berry och B.A. Stein. Fuchsia pachyrrhiza ingår i släktet fuchsior, och familjen dunörtsväxter. Inga underarter finns listade i Catalogue of Life.